# AAA世界クルーザー級王座
AAA世界クルーザー級王座は、AAAが管理、認定している王座。

## 歴代王者
| 歴代   | 選手                           | 戴冠回数 | 獲得日付      | 獲得場所                                   |
| ------ | ------------------------------ | -------- | ------------- | ------------------------------------------ |
| 初代   | アレックス・コズロフ           | 1        | 2009年5月21日 | アグアスカリエンテス州アグアスカリエンテス |
| 第2代  | エクストリーム・タイガー       | 1        | 2009年6月13日 | メキシコシティ                             |
| 第3代  | アレックス・コズロフ           | 2        | 2009年8月21日 | タマウリパス州シウダード・マデロ           |
| 第4代  | エクストリーム・タイガー       | 2        | 2009年9月26日 | ヌエボ・レオン州モンテレイ                 |
| 第5代  | ジャック・エバンス             | 1        | 2010年6月6日  | メキシコシティ                             |
| 第6代  | フベントゥ・ゲレーラ           | 1        | 2012年5月19日 | ゲレーロ州チルパンシンゴ                   |
| 第7代  | ダガ                           | 1        | 2012年12月2日 | ハリスコ州サポパン                         |
| 第8代  | エル・イホ・デル・ファンタズマ | 1        | 2014年8月17日 | メキシコシティ                             |
| 第9代  | ジョニー・ムンド               | 1        | 2017年3月19日 | ヌエボ・レオン州モンテレイ                 |
| 第10代 | ランゼロス                     | 1        | 2017年10月1日 | サン・ルイス・ポトシ州サン・ルイス・ポトシ |
| 第11代 | オーストラリアン・スーサイド   | 1        | 2018年1月26日 | メキシコシティ                             |
| 第12代 | サミー・ゲバラ                 | 1        | 2018年8月25日 | メキシコシティ                             |
| 第13代 | ラレド・キッド                 | 1        | 2019年2月16日 | ミチョアカン州モレリア                     |
| 第14代 | フェニックス                   | 1        | 2022年6月18日 | バハ・カリフォルニア州ティフアナ           |
| 第15代 | コマンダー                     | 1        | 2023年9月23日 | メキシコシティ                             |
| 第16代 | マット・リドル                 | 1        | 2024年8月17日 | メキシコシティ                             |
| 第17代 | ラレド・キッド                 | 2        | 2024年12月7日 | メキシコシティ                             |